# Tulabugha
Tulabugha (Tula Buqa o Tula Buka) fou un cap mongol, potser fins i tot kan de l'Horda d'Or o que almenys la va dirigir amb amplis poders des de 1280 i amb plens poder dels 1287 al 1290.
Se l'anomena el 1259 i 1260 junt amb Nogai Noyan, dirigint un exèrcit mongol que va assolar Polònia a les ordes del general Burundai, ràtzia en que foren saquejades Sandomierz, Cracòvia i altres ciutats.
Quan Tuda Mangu va pujar el poder vers 1280 a l'Horda d'Or, Tulabugha, que era fill de Bordu, el germà gran de Mongke Temur, tenia prou edat i experiència per ser kan però estava exclòs per les normes mongoles de successió. Tulabugha era el representant sènior dels batúides com a fill gran de Bartu (Bordu), al seu torn fill gran de Toghan, que era el segon fill de Batu (però la successió del fill gran Sartak Khan s'havia extingit). Des de llavors va gaudir de gran autoritat beneficada pel fet que el kan estava més interessat en els afers religiosos que en els d'estat.
El 1285 els mongols van envair Hongria manats per Tulabugha i Nogai Noyan, amb suport dels prínceps de Galítzia. La campanya fou desastrosa i només va aconseguir alguns èxits a Transylvania; es diu que Tulabugha va retornar amb només una dona i una mula. El 1286 va fer una segona campanya contra Polònia avançant cap a Cracòvia per Sandomierz i Zawichost i retornant amb 20.000 presoners.
El desastre no obstant no fou suficient per desanimar als mongols i Tulabugha i Nogai van fer una altra campanya el 1286-1287 contra Polònia, la tercera contra aquest país.
Finalment el 1287 el kan va decidir abdicar en favor del seu nebot Tulabugha i dedicar-se completament a Déu i a la vida religiosa. Hauria mantingut el títol, ja que existeix una moneda de Tuda Mangu de 1288 i encara que és citat com a kan per Abu l-Fida i Makrizi, i per diversos autors modern importants com Van Hammer, D'Ohsson, Fraehn i altres, Howorth no ho accepta, ja que no és esmentat com a kan ni per Abu l-Ghazi Khan ni per Khuandemir que esmenten com immediat successor de Tuda Mangu a Toktu, igual que passa amb la llista de kans que dona el Yuan shi, que podria ser considerat una mena de llista oficial; Marco Polo també esmenta a Toktu com a successor però les seves fonts serien les mateixes que el Yuan Shi. Rashid al-Din parla de l'autoritat de Tulabugha que diu que va compartir amb el seu germà Kunjuk Bugha. Nogai Noyan es va erigir un virtual estat independent i una cort separada al seu domini del Dnièper, però sense trencar la lleialtat al kan.
Nuwayri, sense precisar data, però probablement l'hivern del 1287 al 1288, diu que Tulabugha havia enviar un exèrcit contra el país de Kerk (Circàssia ?) i havia ordenat a Nogai Noyan de reunir-se amb ell amb les seves forces; els dos exèrcits reunits van saquejar el país de Kerk i després se'n van retirar, però hi havia molta neu i Nogai es va separar de Tulabugha i es va dirigir als seus quarters d'hivern. Les forces de Tulabugha van tenir en canvi moltes baixes i van passar fam havent de menjar als seus cavalls, gossos de cacera i fins i tot als seus morts. Tulabugha va considerar que Nogai l'havia traït i les relacions entre els dos homes, ja tenses des de l'expedició desastrosa a Hongria del 1285-1286, van empitjorar. Tulabugha va preparar un exèrcit per marxar contra Nogai i els fills de Monke Temur que eren els seus protegits.
El 1289 hi va haver una campanya contra Pèrsia on governava l'Il-kan Arghun successor l'11 d'agost de 1284 d'Ahmad Tegüder; els invasors eren 5.000 i anaven manats per Toktu, fill del kan; la notícia va arribar a Arghun Khan quan era a Pelsuwan; Toktu ja havia creuat Derbent i havia saquejat els mercaders de la zona; el 7 de maig de 1289 Arghun va sortir del seu campament i es va dirigir a Shaburan però mentre l'exèrcit invasor ja havia considerat més prudent retirar-se. La primavera del 1290 mentre Arghun Khan era a Maragha va arribar la notícia d'una nova invasió amb un exèrcit més nombrós, que havia creuat Derbent; Arghun es va dirigir altre cop a Shaburan l'11 de maig de 1290 i els dos exèrcits es van trobar a la riba del riu Kara Su que feia de frontera; l'exèrcit del Quiptxaq, uns 10.000 homes, estava manat per Abaji, Mengli Buka i Tuktu, fills de Mangu Timur (Mongke Temur). Uns 300 invasors foren morts entre els quals els caps Burultai i Kadai i entre els presoners estava el príncep Jeriktai.
Des del refredament de les relacions amb Tulabugha vers el 1287, el campament de Nogai fou refugi per tots els dissidents entre els quals alguns fills de Mangu Timur, dirigits per Toktu. Nogai fingia ignorar els hostils sentiments de Tulabugha en contra seu; quan fou cridat a presència de Tulabugha (tardor del 1290) va aconseguir per mediació de la mare d'aquest la retirada de la nombrosa escorta del kan i després es va presentar davant Tulabugha fingint estar malalt; l'acompanyaven les seves tropes i quatre dels fills de Mongke Timur: Toktu, Buzluk, Seraibugha i Tudan; quan va arribar al lloc de l'entrevista va posar les tropes en disposició d'emboscada sota comandament dels quatre prínceps esmentats. A Tulabugha l'acompanyaven Alghui, Toghrul, Bulakhan, Kadan, i Kutugan, els altres fills de Mongke Temur, que li donaven suport; just després de l'intercanvi de salutacions de cortesia la cavalleria que estava emboscada va arribar al lloc; Nogai va demanar a Tulabugha de desmuntar i amb l'ajut dels seus protegits el va estrangular. Llavors es va dirigir als joves prínceps i va dir: "Tulabugha havia usurpat el tron del vostre pare i els vostres germans que estaven amb ell estaven d'acord a arrestar-vos i executar-vos; us he lliurat d'ell i vosaltres podeu fer ambs ells el que volgueu". Toktu va ordenar la mort dels seus cinc germans. Aquesta història és tal com la relata Nuwayri segurament trobada als arxius egipcis; els relats de Rashid al-Din i altres escriptors perses (principalment Binaketi) presenten diferències. Abu l-Ghazi Khan segueix el confós relat de Rashid al-Din; el relat de Marco Polo també és confós en aquest punt.
Toktu (Toqtaï o Toqto’té), fill de Möngke Temür, va pujar al tron amb el títol de Ghiyath al-Din.
| Precedit per: Tuda Mangu | Khan de l'Horda d'Or 1287-1291 | Succeït per: Toktu Khan |